# Póvoa de Santa Iria
Póvoa de Santa Iria ist eine Stadt und ehemalige Gemeinde in Portugal. Sie liegt am Tejo, unweit der Hauptstadt Lissabon.

## Geschichte
Die Ortschaft geht zurück auf die 1336 abgegrenzten Ländereien des Morgado da Póvoa durch den Besitzer D. Vicente Afonso Valente, einem leitenden Kanoniker der Kathedrale von Lissabon. Zentrum der Ländereien war das Landgut Quinta da Piedade, das von Valentes Bruder Lourenço Afonso Valente geführt wurde. Durch Erbfolge kamen die Ländereien während der folgenden Epochen in den Besitz wechselnder Adelsfamilien. Die Bedeutung der produktiven Ländereien nahm dabei stetig zu, insbesondere durch die Nähe zur Hauptstadt und die Lage am Fluss Tejo.
Einen wesentlichen Entwicklungsschub stellte 1856 die Ankunft der Eisenbahn dar, der späteren Linha do Norte. Neben den landwirtschaftlichen Gütern konnten nun auch das hier gewonnene Salz und der Kalkstein aus den Nachbargemeinden einfach und schnell transportiert werden. Der Errichtung einer ersten Düngemittelfabrik 1859 folgte 1877 die industrielle Getreidemühle Companhia de Moagens de Santa Iria und etwas später die Sóda-Póvoa-Fabrik, heute Teil des Solvay-Konzerns. Es setzte ein kontinuierliches Bevölkerungswachstum ein.
In der Folge entstand am 13. April 1916 die eigenständige Gemeinde Póvoa de Santa Iria, durch Abspaltung aus der Gemeinde Santa Iria de Azóia. Sie blieb eine Gemeinde des Kreises Loures, bis sie am 8. November 1926 dem Kreis Vila Franca de Xira zugeordnet wurde.
Durch die Nähe zur stark heranwachsenden Hauptstadt wuchs auch in Póvoa de Santa Iria die Wohnbevölkerung, zudem nahm die Ansiedlung von Industrie- und Handelsunternehmen insbesondere seit den 1960er Jahren weiter zu. Am 24. September 1985 wurde Póvoa de Santa Iria zur Kleinstadt (Vila) erhoben, bevor sie am 24. Juni 1999 zur Stadt (Cidade) wurde.

## Verwaltung

### Die Gemeinde
Póvoa de Santa Iria war eine Gemeinde (Freguesia) im Kreis (Concelho) von Vila Franca de Xira, im Distrikt Lissabon. Am 30. Juni 2011 hatte die Gemeinde 29.083 Einwohner auf einer Fläche von 4,6 km².
Im Zuge der administrativen Neuordnung 2013 in Portugal wurde die Gemeinde Póvoa de Santa Iria mit der Gemeinde Forte da Casa zur neuen Gemeinde União de Freguesias de Póvoa de Santa Iria e Forte da Casa zusammengeschlossen. Hauptsitz der neuen Gemeinde wurde Póvoa de Santa Iria.

### Bevölkerungsentwicklung
| Einwohnerzahl der Gemeinde Póvoa de Santa Iria | Einwohnerzahl der Gemeinde Póvoa de Santa Iria | Einwohnerzahl der Gemeinde Póvoa de Santa Iria | Einwohnerzahl der Gemeinde Póvoa de Santa Iria | Einwohnerzahl der Gemeinde Póvoa de Santa Iria | Einwohnerzahl der Gemeinde Póvoa de Santa Iria | Einwohnerzahl der Gemeinde Póvoa de Santa Iria | Einwohnerzahl der Gemeinde Póvoa de Santa Iria | Einwohnerzahl der Gemeinde Póvoa de Santa Iria | Einwohnerzahl der Gemeinde Póvoa de Santa Iria | Einwohnerzahl der Gemeinde Póvoa de Santa Iria |
| ---------------------------------------------- | ---------------------------------------------- | ---------------------------------------------- | ---------------------------------------------- | ---------------------------------------------- | ---------------------------------------------- | ---------------------------------------------- | ---------------------------------------------- | ---------------------------------------------- | ---------------------------------------------- | ---------------------------------------------- |
| 1920                                           | 1930                                           | 1940                                           | 1950                                           | 1960                                           | 1970                                           | 1981                                           | 1991                                           | 2001                                           | 2011                                           | 2013                                           |
| 1 079                                          | 1 476                                          | 2 046                                          | 2 815                                          | 3 281                                          | 4 161                                          | 8 115                                          | 14 417                                         | 24 277                                         | 29 083                                         | 40 404                                         |

## Verkehr
Póvoa de Santa Iria ist ein Bahnhof der Linha do Norte, der wichtigsten Eisenbahnstrecke in Portugal.
Die Stadt liegt unweit der Autobahn A1, die nächste Anschlussstelle ist im 2 km südlich gelegenen Santa Iria de Azóia. Die Nationalstraße N10 passiert die Stadt.
Der internationale Flughafen Lissabon-Portela ist etwa 10 km südlich entfernt.